# Gösta Mittag-Leffler
Magnus Gustaf (Gösta) Mittag-Leffler (16. března 1846, Stockholm – 7. července 1927, Djursholm) byl švédský matematik, zakladatel skandinávské matematické školy.

## Život
Jeho otec se jmenoval Leffler, později si ke jménu ovšem připojil i jméno matky Mittag, jako výraz podpory ženskému hnutí. Jeho sestra Anne Charlotte Lefflerová se stala významnou spisovatelkou.
Matematiku vystudoval na Uppsalské univerzitě, absolvoval roku 1865, titul PhD získal v roce 1872. Ve stejném roce zde začal učit matematiku a stal se docentem. Poté se vydal na studijní cestu po Evropě, v Paříži si doplňoval vzdělání pod vedením Charlese Hermita a v Berlíně u Karla Weierstrasse. Roku 1878 se stal profesorem matematiky na univerzitě v Helsinkách, roku 1881 na univerzitě ve Stockholmu. Rok poté založil, s finanční podporou švédského krále Oscara, časopis Acta Mathematica, který pak dalších 45 let vedl. Zde mimo jiné podporoval Cantorovy či Poincarého teorie. V roce 1883 se stal členem švédské Královské akademie věd. Byl bojovníkem za práva žen a na univerzitě ve Stockholmu probojovával profesuru pro ruskou matematičku Sofii Kovalevskou, která se tak stala první ženou na světě s tímto titulem v matematice. Stejně tak, jako člen Nobelova výboru, sehrál zásadní roli v udělení Nobelovy ceny Marii Curie-Sklodovské. Věnoval se též podnikání, ale roku 1922 zkrachoval.
Sám se věnoval komplexní analýze, zejména teorii počtu, analytické geometrii a teorii pravděpodobnosti. Pracoval na obecné teorii funkcí (viz Mittag-Lefflerův teorém), která měla zejména vyjasnit vztahy mezi závislými a nezávislými proměnnými.